# Ту-142
Туполев Ту-142 (наименование на НАТО: Bear F и Bear J) е съветски/руски разузнавателен самолет. Базиран е на стратегическия бомбардировач Ту-95.

## Конструиране и разработка
Първоначално е замислен като морски разузнавателен самолет допълващ Ту-95 и трябва да стане основната машина на СССР при водене на битки с подводници през Студената война. Основните му варианти са Ту-142М2, Ту-142М3 и Ту-142М4.
Ту-142МР е вариант модифициран за използване в комуникацията между подводниците, както и за други командни, контролни и комуникационни (К3) нужди. Ту-142 разполага с подобрени двигатели НК-12 и конвенционален фюзелаж.

## Оператори
- Индия – разполага с 8 самолета Ту-142.[1]
- Русия
- СССР – след разпадането си, предава всичките си самолети на Русия.